# Malaxis cipoensis
Malaxis cipoensis är en orkidéart som beskrevs av Fábio de Barros. Malaxis cipoensis ingår i släktet knottblomstersläktet, och familjen orkidéer. Inga underarter finns listade i Catalogue of Life.